# Medetera vaalensis
Medetera vaalensis är en tvåvingeart som beskrevs av Grichanov 2000. Medetera vaalensis ingår i släktet Medetera och familjen styltflugor. Inga underarter finns listade i Catalogue of Life.